# Dompierre-les-Tilleuls
Dompierre-les-Tilleuls é uma comuna francesa na região administrativa de Borgonha-Franco-Condado, no departamento de Doubs. Estende-se por uma área de 12,94 km². Em 2010 a comuna tinha 296 habitantes (densidade: 22,9 hab./km²).